# 國分佐智子
国分佐智子（日语：／ Sachiko Kokubu，1976年12月5日—）是一位日本女演员和艺人。国分出生于东京。惠泉女学园园艺短期大学英国文学系毕业。先后隶属于RISINGPRO和根岸事务所。

## 生平
他从小学到初中在澳大利亚墨尔本度过了六年，回到日本后住在大阪府堺市，之后搬到了东京。
1997年，他作为ベイキャニオンズ成员在首次亮相，次年他定期出现在TBS的“Wonderful”（ワンダフル）节目中。在同一节目中，她是“One Gal”（第一代）之一。同年，她出演了朝日电视台的电视剧《铁甲小宝》。
2000年，她连续两季出演电视剧《秀逗小護士》，饰演女主角觀月亞里莎的同事，她在电影中戴着眼镜。她首次主演电视剧是2004年11月至2005年1月的TBS日间剧《爱的记忆》。
2011年1月，她的经纪公司宣布她与单口相声作家林屋三平订婚。两个月后，即3月22日，他们递交了结婚登记，并于同年10月2日在帝国饭店举行了婚礼和酒会。